# Чакруло
Чакруло (груз. ჩაკრულო, буквально «связанные клятвой») — грузинская народная хоровая застольная песня, появившаяся в Кахетии. Представляет собой две индивидуальные вокальные партии на фоне медленного хора. Песня посвящена приготовлению воинов к битве против тирана, угнетающего народ.

## Мировая известность
В 2001 году песня как образец грузинского хорового (полифонического) пения была включена в Список шедевров устного и нематериального культурного наследия человечества ЮНЕСКО. Однако ещё раньше песня была записана на золотую пластинку «Вояджера» и отправлена вместе с другими 26 композициями на автоматической межпланетной станции Вояджер-2 20 августа 1977 года. Руководитель проектов НАСА Джон Касан и американский астроном Карл Саган, отбирая материал для записи на пластинку «Вояджера», включили в итоговый список композиций и «Чакруло» в исполнении грузинского ансамбля «Эрисиони», а в 2017 году Касан впервые побывал в Грузии по случаю 40-летия со дня начала миссии «Вояджера».